# Synagoge (Ottweiler)

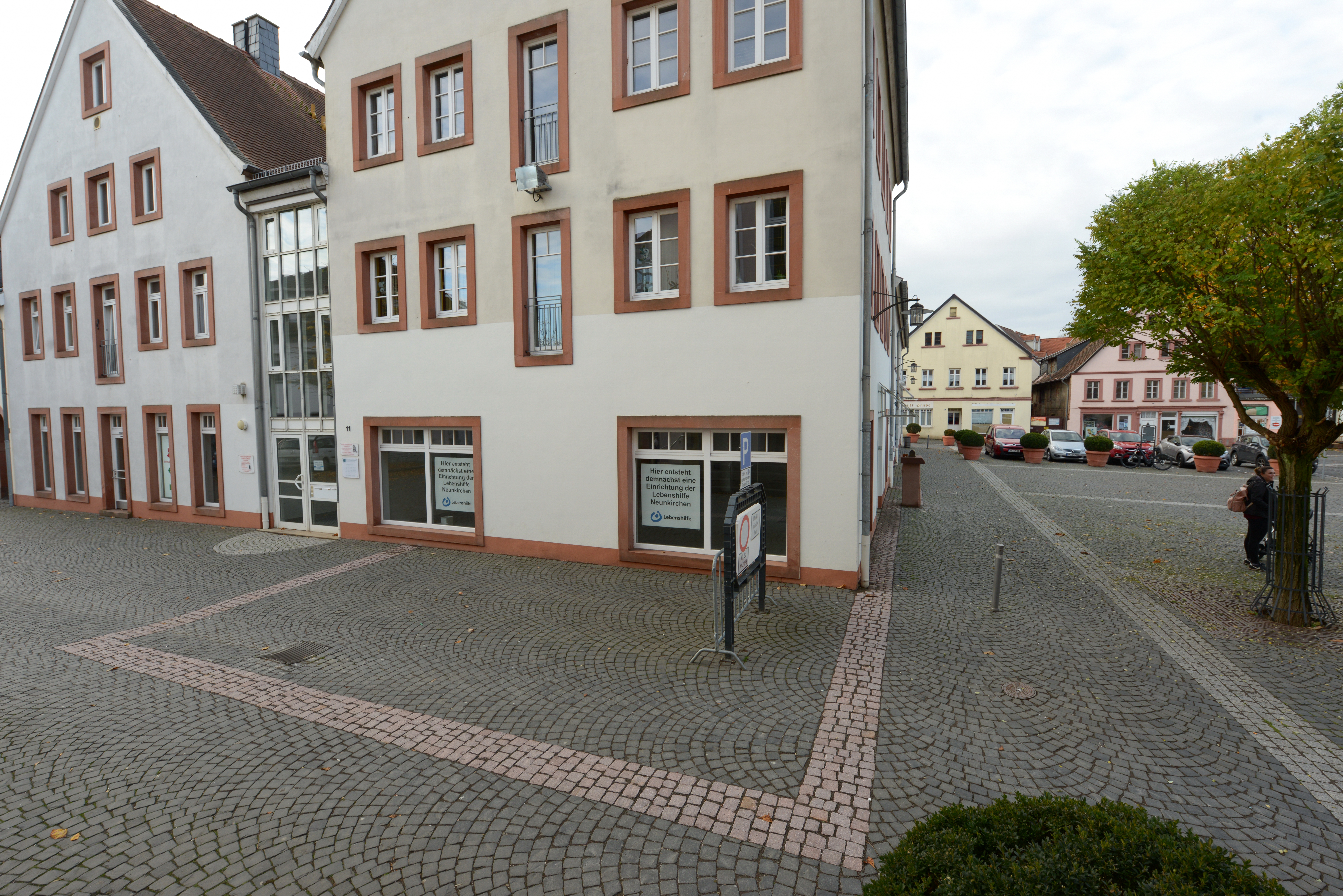
Ehemaliger Standort der Synagoge. Die Grundrisse der Synagoge sind mit rotem Pflaster in den Boden eingelassen

Die Synagoge Ottweiler wurde im Jahr 1840 in Ottweiler (Landkreis Neunkirchen) am Schlosshof (Pauluseck 11) errichtet. Während der Novemberpogrome 1938 wurde die Synagoge fast vollständig zerstört. Die Ruine wurde von der Stadt Ottweiler erworben und im Jahr 1962 abgerissen. Heute steht an dieser Stelle ein Wohn- und Geschäftshaus.

## Synagoge

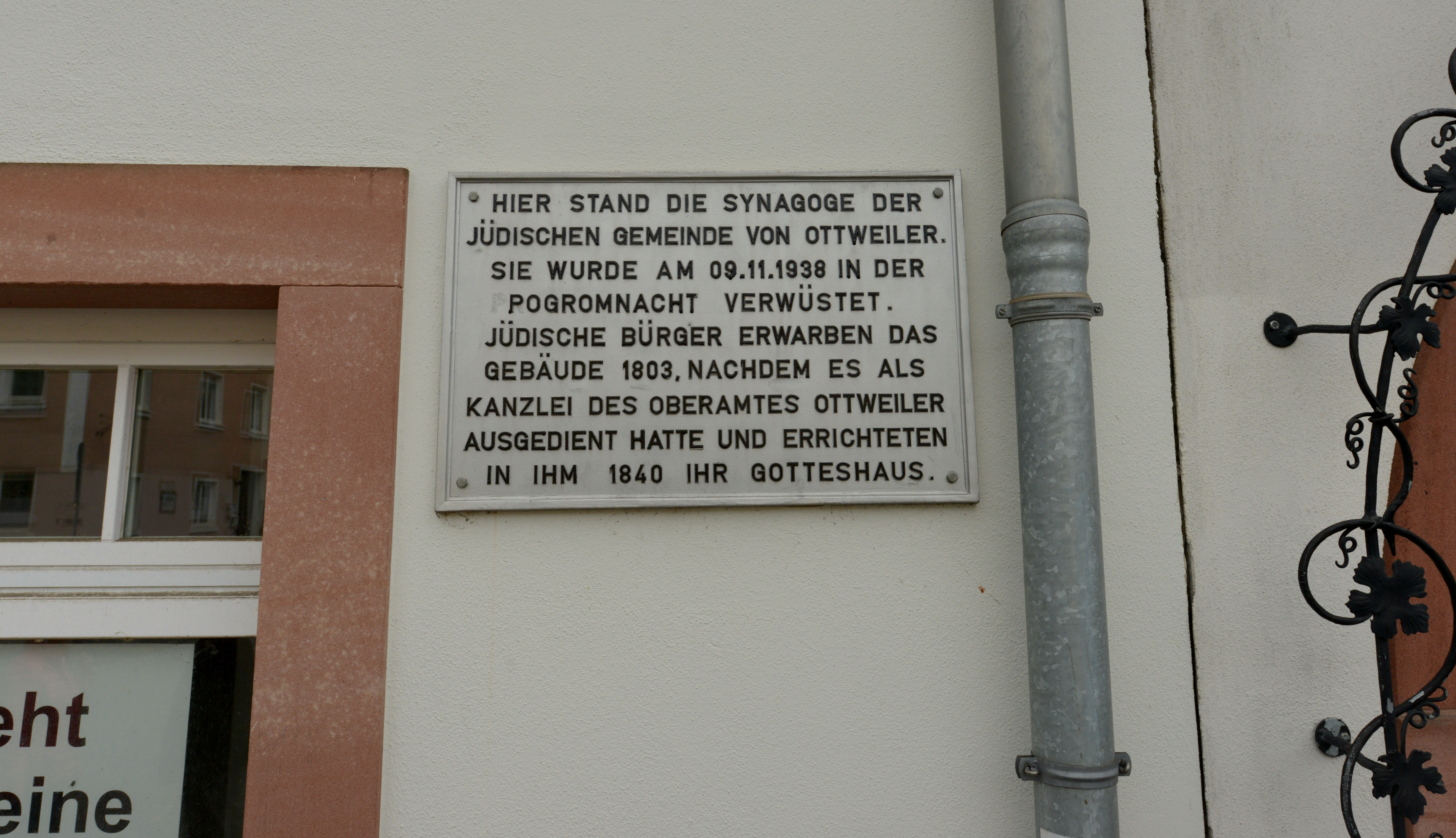
Hinweistafel am Gebäude das heute an der Stelle der Synagoge steht

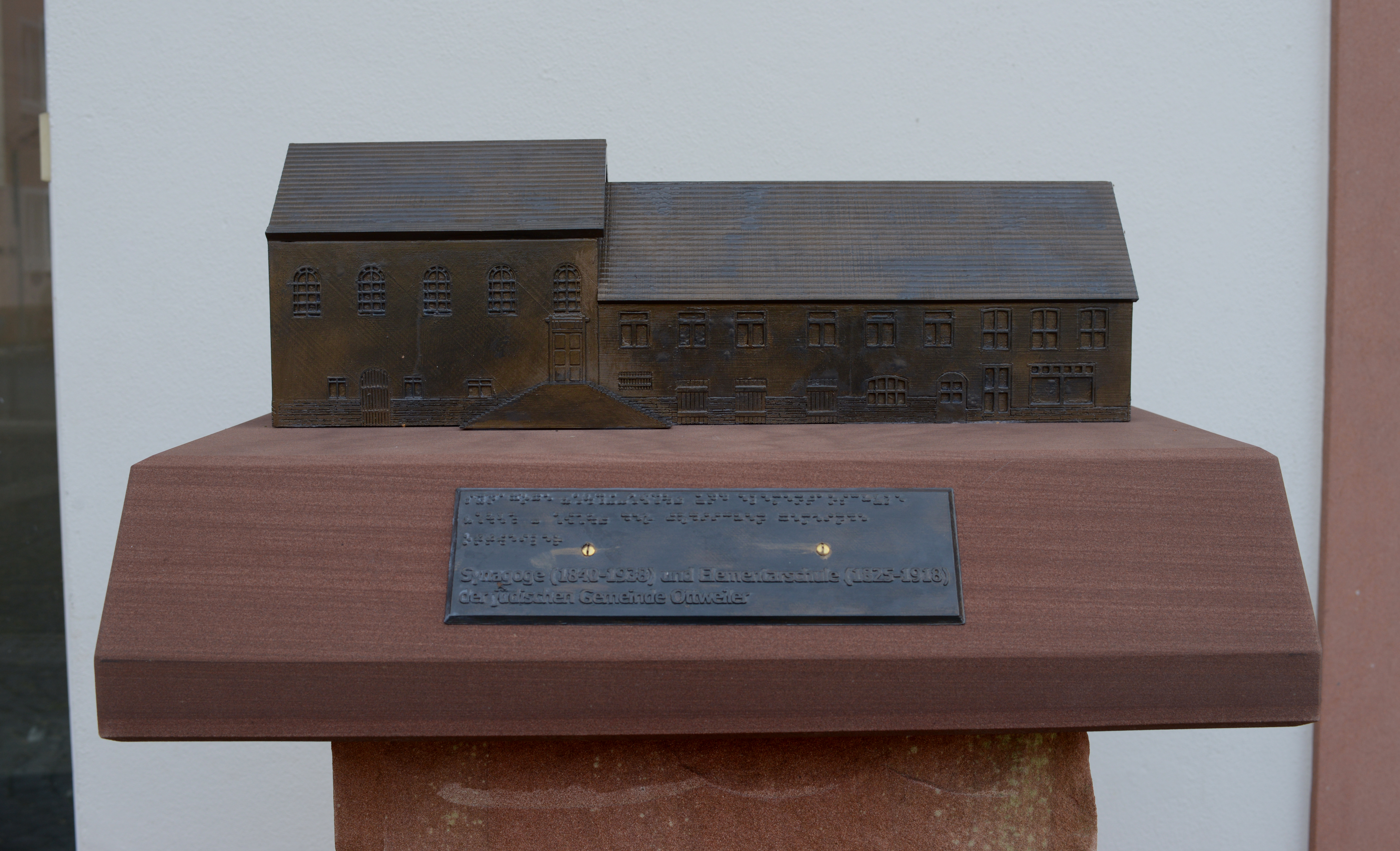
Modell der Synagoge und der jüdischen Elementarschule

Vermutlich gab es bereits im 18. Jhd. einen Bettsaal in Ottweiler in der Sammetgasse 3. Das Gebäude steht noch heute. Im Jahr 1803 erwarben Mitglieder der jüdischen Gemeinde das nicht mehr genutzte Kanzleigebäude des Oberamt Ottweiler am Schlosshof. Dieses wurde zu einer Synagoge umgebaut. Bedingt durch die gestiegene Zahl von Gemeindemitgliedern bis 1840 war die alte Synagoge zu klein geworden. Aus diesem Grund wurde die alte Synagoge abgerissen und auf dem Grundstück eine neue, größere Synagoge errichtet. Die Einweihung fand im Sommer 1840 statt. Bei den Novemberpogrome 1938 wurde die Synagoge zerstört. Die Aktion fand unter Leitung des SS-Obersturmbannführers Stemmler und des Kreisleiters der NSDAP Schäfer statt. Aus Angst, dass ein Feuer auf die angrenzenden Gebäude übergreifen könnte, wurde darauf verzichtet, die Synagoge in Brand zu setzen. Das Inventar der Synagoge wurde zerschlagen und auf dem Schlosshof verbrannt. Ebenso wurden die Fenster und das Dach zerstört. Das Gelände wurde später von der Stadt aufgekauft. Die Ruine der Synagoge wurde 1962 abgerissen, um mehr Platz auf dem Schlosshof zu schaffen. Auf einem Teil des ursprünglichen Synagogengeländes wurde 1990 ein Wohn- und Geschäftshaus errichtet, an dem eine Hinweistafel zum Gedenken an die ehemalige Synagoge angebracht wurde. Im Jahr 1988 wurde im Fornarohof, nahe dem Standort der ehemaligen Synagoge, ein Mahnmal zur Erinnerung an die jüdischen Opfer des Nationalsozialismus und die Synagoge eingeweiht. Die Inschrift lautet:
Zum Gedenken an das jüdische Gotteshaus

Vom Rassenwahn verblendete Deutsche schändeten es 1938

Der Vernichtung der Synagogen folgte der Mord am jüdischen Volk

Sich erinnern bringt Erlösung

Verdrängen hält die Erlösung auf 
2018 beschloss der Stadtrat die Umrisse der Grundmauern der Synagoge im nicht überbauten Bereich des Schloshofes mit rotem Granitpflaster nachzubilden. Im gleichen Jahr wurde auf dem Schlosshof (Schlosshof 4) ein detailgetreues Model der Synagoge sowie des angrenzenden Gebäudes, in dem die bis 1918 existierenden jüdischen Elementarschule untergebracht war, aufgestellt.

## Jüdische Gemeinde Ottweiler

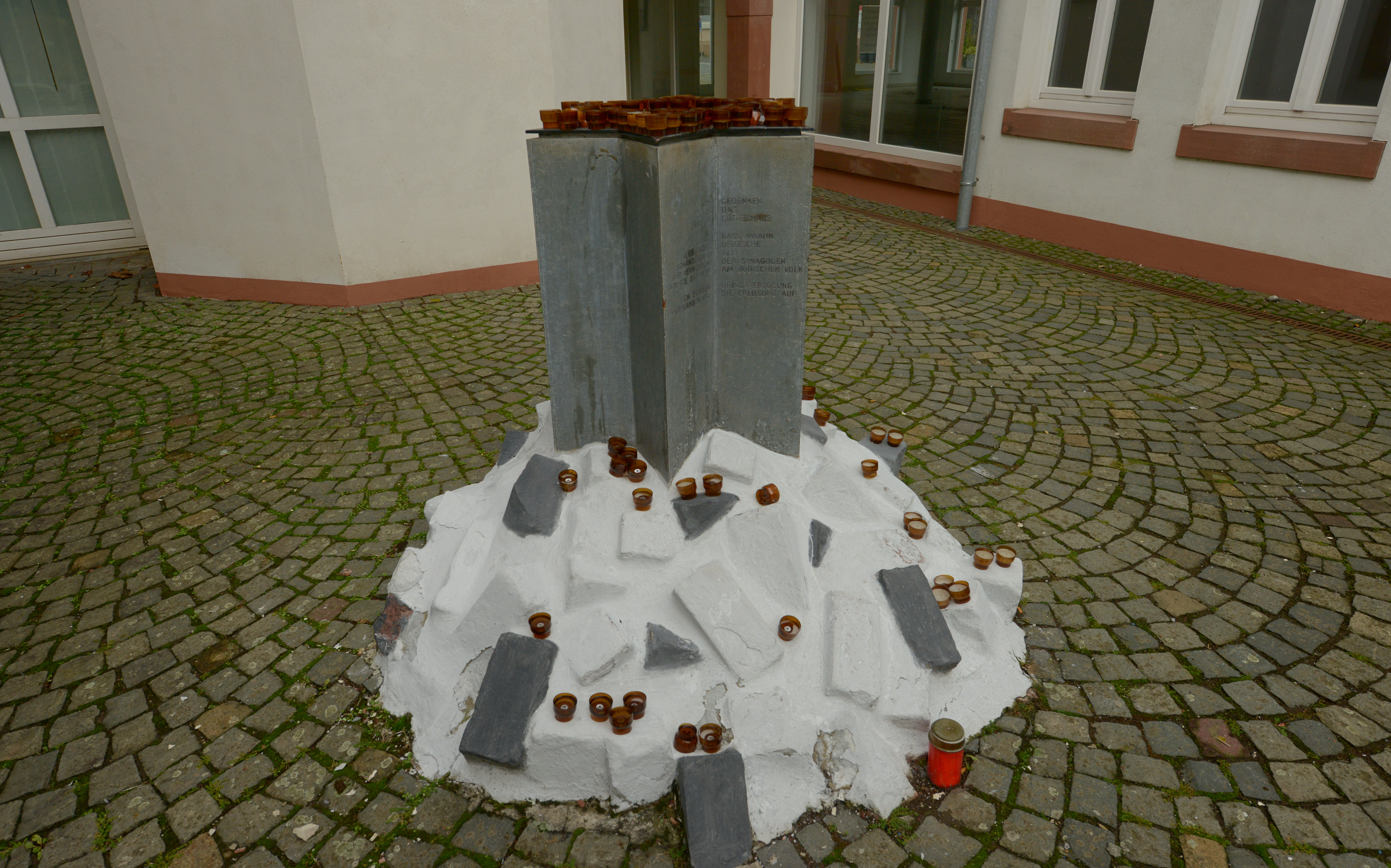
Gedenkstein an die Novemberpogrome 1938

Erstmals erwähnt werden Juden in Ottweiler um 1723. Auf Druck der Kaufleute der Städte Saarbrücken und St. Johann durften 1776 keine Juden mehr zuziehen. Fürst Ludwig erließ ein Ansiedlungsverbot für Juden im Umkreis von 2 Wegstunden um die beiden Städte. Ludwig wies die Juden an, sich in der Stadt Ottweiler und dem zu seinem Oberamt Ottweiler gehörigen Industrieort Neunkirchen niederzulassen. Ludwig konnte so weiterhin vom Judenregal profitieren, auch wenn dies in den Folgejahren zu Konflikten zwischen ihm und der Bürgerschaft der Stadt Ottweiler führte. Da die Oberämter Saarbrücken und St. Johann genau wie das Oberamt Ottweiler zum Rabbinatsbezirk Illingen gehörten, bot sich für die ausgesiedelten Juden eine Ansiedlung in Ottweiler an. Dies erklärt den starken Anstieg der jüdischen Einwohnerzahl ab dem Jahr 1776. Hinzu kam, dass viele jüdische Einwohner aus Illingen aufgrund des hohen Leibzolls von Illingen nach Ottweiler übersiedelten. Zwischen 1825 und 1918 verfügte die Gemeinde über eine Elementarschule, die in dem an die Synagoge angrenzenden Gebäude untergebracht war. Der Religionslehrer fungierte gleichzeitig als Vorbeter und Schochet. Die Toten der jüdischen Gemeinde wurden bis 1842 auf dem jüdischen Friedhof Illingen beigesetzt. Ab 1842 verfügte die Gemeinde über einen eigenen Friedhof. Im Zuge der Industrialisierung setzte in der 2. Hälfte des 19. Jahrhunderts eine Abwanderungsbewegung in größere Städte ein. Nach dem Volksentscheid 1935 und dem damit verbundenen Anschluss des Saargebietes an das Deutsche Reich emigrierte fast die Hälfte der jüdischen Einwohner. Bei den Novemberpogromen 1938 wurde die Mehrzahl der männlichen Gemeindemitglieder verhaftet und in das Gefängnis nach Saarbrücken überführt. Ein Teil der jüngeren Inhaftierten wurde von dort direkt in das Konzentrationslager Dachau deportiert. Die letzten 13 jüdischen Einwohner wurden im Oktober 1940 in das Internierungslager Gurs deportiert. Nach dem Krieg wurde gegen 23 an den Novemberpogromen beteiligte Personen Voruntersuchungen durch die Staatsanwaltschaft beim Landgericht Saarbrücken eingeleitet. 12 Personen wurden freigesprochen. Die beiden Hauptverantwortlichen Stemmler und Schäfer konnten nicht mehr zur Verantwortung gezogen werden. Stemmler war zu diesem Zeitpunkt bereits in den Fliegerprozessen zum Tode verurteilt und hingerichtet worden und Schäfer war zwischenzeitlich verstorben.
Im Gedenkbuch – Opfer der Verfolgung der Juden unter der nationalsozialistischen Gewaltherrschaft 1933–1945 und in der Zentralen Datenbank der Namen der Holocaustopfer von Yad Vashem werden 33 Mitglieder der jüdischen Gemeinde Ottweiler (die dort geboren wurden oder zeitweise lebten) aufgeführt, die während der Zeit des Nationalsozialismus ermordet wurden.

### Entwicklung der jüdischen Einwohnerzahl
| Jahr    | Juden | Jüdische Familien |
| ------- | ----- | ----------------- |
| 1767    |       | 11                |
| 1796    |       | 10                |
| 1808    | 86    |                   |
| 1822    | 120   |                   |
| 1833    | 155   |                   |
| 1843    | 170   |                   |
| um 1850 | 160   |                   |
| 1895    | 55    |                   |
| 1910    | 48    |                   |
| 1926    | 51    |                   |
| 1933    | 60    |                   |
| 1940    | 17    |                   |

Quelle: alemannia-judaica.de; jüdische-gemeinden.de